# DRG E 95 sorozat
A DRG E95 sorozat egy német 15 kV, 16,7 Hz váltakozó áramú, 1’Co+Co1’ tengelyelrendezésű tehervonati villamosmozdony-sorozat volt. A DRG üzemeltette. Összesen hat db készült belőle 1927-ben. A sorozatot 1969-ben selejtezték.